# De tierras y asfaltos
De tierras y asfaltos es el primer álbum de la cantautora chilena Vasti Michel, quien fue ganadora en 2009 de la quinta convocatoria del Premio Sello Azul, casa discográfica del álbum.
Su misma autora define el álbum de esta manera:

«Le canto al buen vivir, a los ancestros, a nuestra identidad, al futuro que quiero, al respeto y al buen trato entre los seres, apelo a la humanidad desde la naturaleza, el río, el viento. Es un disco medio chamánico.»
Vasti Michel

## Lista de canciones
Toda la música compuesta por Vasti Michel. 
| N.º   | Título                   | Duración |  |
| 1.    | «Presentación»           |          |  |
| 2.    | «Lonquimay»              |          |  |
| 3.    | «Identidad»              |          |  |
| 4.    | «Andan pidiéndome»       |          |  |
| 5.    | «Zamba pa' los cantores» |          |  |
| 6.    | «Valle del encanto»      |          |  |
| 7.    | «El confesor y la reina» |          |  |
| 8.    | «El tiempo que requiero» |          |  |
| 9.    | «Déjenme cantar»         |          |  |
| 10.   | «Individual sociedad»    |          |  |
| 11.   | «La hierbatera»          |          |  |
| 12.   | «A pies descalzos»       |          |  |
| 13.   | «Flor silvestre» (*)     |          |  |
| 49:05 |                          |          |  |

(*): Esta canción es un bonus track, que corresponde al único tema electroacústico del disco, acompañado por una banda y la inclusión de bajo, batería y clarinetes.

## Créditos
- Vasti Michel: voz, bombo huancara, guitarra y chajchas.